# Марасулов, Салимжон
Салимжон Марасулов — советский хозяйственный, государственный и политический деятель.

## Биография
Родился в 1938 году. Член КПСС.
С 1960 года — на хозяйственной, общественной и политической работе. В 1960—1981 гг. — агроном районной сельскохозяйственной инспекции Кувинского района, агроном, главный агроном в хозяйствах Кировского района, первый секретарь Ленинградского райкома партии, первый секретарь Кировского райкома КП Узбекистана.
Избирался депутатом Верховного Совета Узбекской ССР 10-го созыва.
Живёт в Узбекистане.